# UFC Fight Night: Bisping vs. Gastelum
UFC Fight Night: Bisping vs. Gastelum (também conhecido como UFC Fight Night 121) foi um evento de artes marciais mistas produzido pelo Ultimate Fighting Championship, realizado no dia 25 de novembro de 2017, no Mercedes-Benz Arena (Xangai), em Xangai.

## Antecedentes
O evento marcará a primeira vez que a promoção visitará o país asiático, em Xangai.
Uma luta no peso médio entre o ex-Campeão Peso Médio do UFC Anderson Silva e Kelvin Gastelum foi originalmente marcada para servir de Evento Principal. A 3 semanas da luta, Anderson testou positivo no teste antidoping e foi retirado do card. O ex-Campeão Peso Médio do UFC Michael Bisping aceitou substituir Anderson apenas dias depois de ter perdido o cinturão.

## Bônus da Noite
- Luta da Noite: Não houve lutas premiadas.
- Performance da Noite:  Kelvin Gastelum,  Li Jingliang,  Zabit Magomedsharipov e  Song Kenan